# Agorafòbia
S'entén per agorafòbia l'aversió morbosa als espais oberts o la por morbosa de travessar-los. Des del punt de vista de la psicopatologia, la paraula agorafòbia també fa referència a la por als llocs tancats o claustrofòbia (una sala de cinema, un centre comercial, etc.), als llocs concorreguts (un passeig, una plaça pública, etc.), a viatjar en algun mitjà de transport (tren, cotxe, autobús, etc.), o simplement a sortir de casa. En línies generals, qui pateix agorafòbia té por a trobar-se en un lloc que li crea inseguretat i del qual creu que no podrà fugir immediatament cap a un altre considerat segur, amb el risc de patir un atac de pànic (anomenat també crisi d'angoixa o crisi d'ansietat).
Malgrat això, qui pateix agorafòbia pot atrevir-se a anar a un lloc que li provoca por, amb la condició d'estar acompanyat d'una persona que li generi confiança. Però aquest recurs, lluny d'ajudar a superar la por, incrementa la dependència dels altres i deteriora l'autoconfiança, la qual cosa posa en risc la pròpia autoimatge.
Com és propi de qualsevol tipus de fòbia, qui pateix agorafòbia té tendència a evitar les situacions que li són potencialment ansiògenes, és a dir, que li provoquen por (passejar per una avinguda, endinsar-se a un centre comercial, anar a una sala de cinema, viatjar en un transport públic, etc.). Són el que s'anomenen “conductes d'evitació”. De fer-ho, s'arrisca a patir un atac de pànic. En els casos més greus d'agorafòbia, fins i tot s'evita sortir de casa.
Però les conductes d'evitació encara generen més desconfiança cap a un mateix i afegeixen més por a la que ja es tenia, de tal manera que s'arriba un moment en què ja es té por de tenir por.

## Història
El terme “agorafòbia” deriva del grec “àgora”, que vol dir “lloc de mercat”, i va ser utilitzat per primera vegada pel psiquiatre alemany Westphal al 1871 per descriure “la impossibilitat de travessar determinats carrers o places, o la possibilitat de fer-ho amb por o ansietat". Westphal descrivia d'aquesta manera la pertorbació: “Des de fa diversos anys venen a veure'm pacients amb la queixa singular que no els era possible travessar places, anar al teatre a l'aire lliure i passar per certs carrers, i que la por a aquests recorreguts els impedia la seva llibertat de moviments”

## Epidemiologia
S'estima que l'agorafòbia afecta a un 1,7% de la població adolescent o adulta.

## Diagnòstic diferencial
Diferent de l'agorafòbia és el que s'anomena fòbia social, que fa referència a la por a sentir-se observat per un grup de persones o haver d'interactuar amb una o diverses persones que no pertanyen al cercle de confiança (8). A l'agorafòbia no es té por de la presència d'altres persones sinó de les característiques de determinats espais físics. L'agorafòbia “és la fòbia en l'espai”.

## Causes
L'agorafòbia sol manifestar-se a partir de tres situacions:

### Haver patit unaexperiència traumàtica
per exemple, qui ha patit un atracament mentre passejava pel carrer, pot generar-se-li la por a sortir de casa; qui ha patit un accident de circulació, pot necessitar temps fins que s'atreveixi a desplaçar-se en cotxe.

### Haver patit unatac de pànic
un atac de pànic és una reacció abrupta, en què el cor s'accelera, costa respirar, els muscles s'engarroten i el pensament es bloqueja. En aquell moment, qui ho pateix sol creure que es tracta d'una malaltia cardíaca fulminant i que morirà. Un atac de pànic és per si mateixa una experiència traumàtica i després d'haver-la patit es genera la por que torni a produir-se. Sovint, la persona que ha patit un atac de pànic començarà a evitar anar sol a determinants indrets, creient que si ho fa, podria tornar a succeir-li. És a dir, comença a desenvolupar una agorafòbia.

### Al reactivar-se les pors que són pròpies de la infantesa i l'adolescència, però que no es van resoldre correctament en aquellmoment evolutiu
Durant la infantesa és normal patir diverses pors (no poder dormir amb la llum apagada, por al fet que hi hagi un fantasma dins l'armari o sota del llit, por a ser segrestat, etc.). Són pors pròpies d'aquest moment evolutiu, però que a poc a poc el nen haurà de ser capaç de resoldre i superar. Si no ho fa, aquestes pors poden seguir existint de forma manifesta (per exemple, un nen d'onze anys que segueix necessitant dormir amb la llum oberta) o bé encoberta. Una por encoberta és aquella que actualment no fa acte de presència, però que pot fer-ho en un moment futur (per exemple, una noia de 18 anys que sempre havia anat a la mateixa escola propera a casa seva i compartit les mateixes amigues, quan ingressa a la Universitat, que està situada a l'altre extrem de la ciutat i a la qual no hi va cap persona coneguda per ella, comença a manifestar por a viatjar en transport públic: en realitat no és que abans no tingués aquesta por sinó que mai s'havia hagut d'enfrontar a ella).